# Oryzopsis paradoxa
Oryzopsis paradoxa är en gräsart som först beskrevs av Carl von Linné, och fick sitt nu gällande namn av Thomas Nuttall. Oryzopsis paradoxa ingår i släktet Oryzopsis och familjen gräs. Inga underarter finns listade i Catalogue of Life.